# Droga krajowa nr 451 (Węgry)

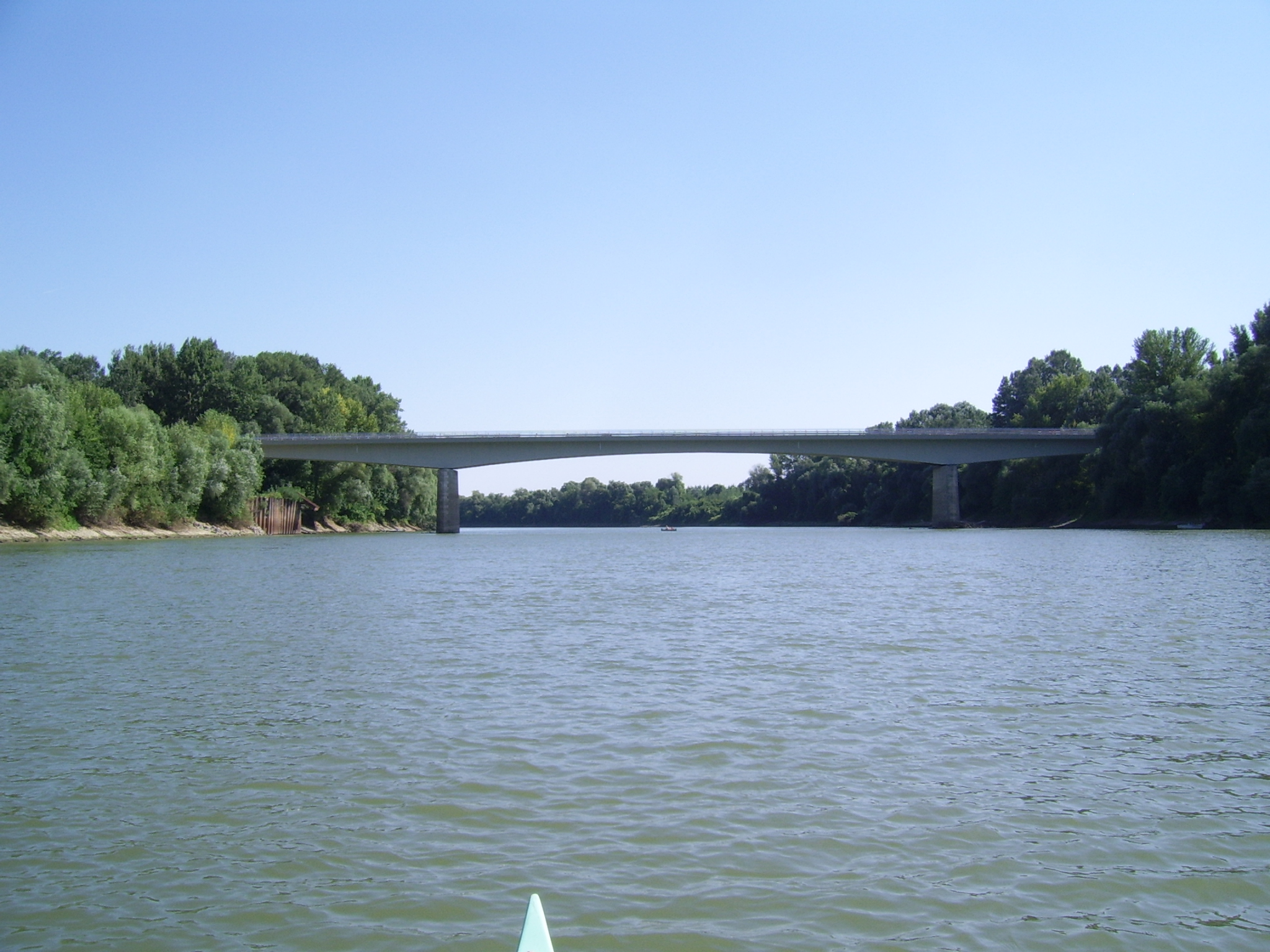
Most na Cisie, Csongrád-Szentes

Droga krajowa nr 451 (węg. 451-es főút) – droga krajowa w komitatach Bács-Kiskun i Csongrád w południowych Węgrzech. Długość - 38 km. Przebieg: 
- Kiskunfélegyháza – skrzyżowanie z drogą 5
- Csongrád – most na Cisie
- Szentes – skrzyżowanie z drogą 45